# لیست پروکسی

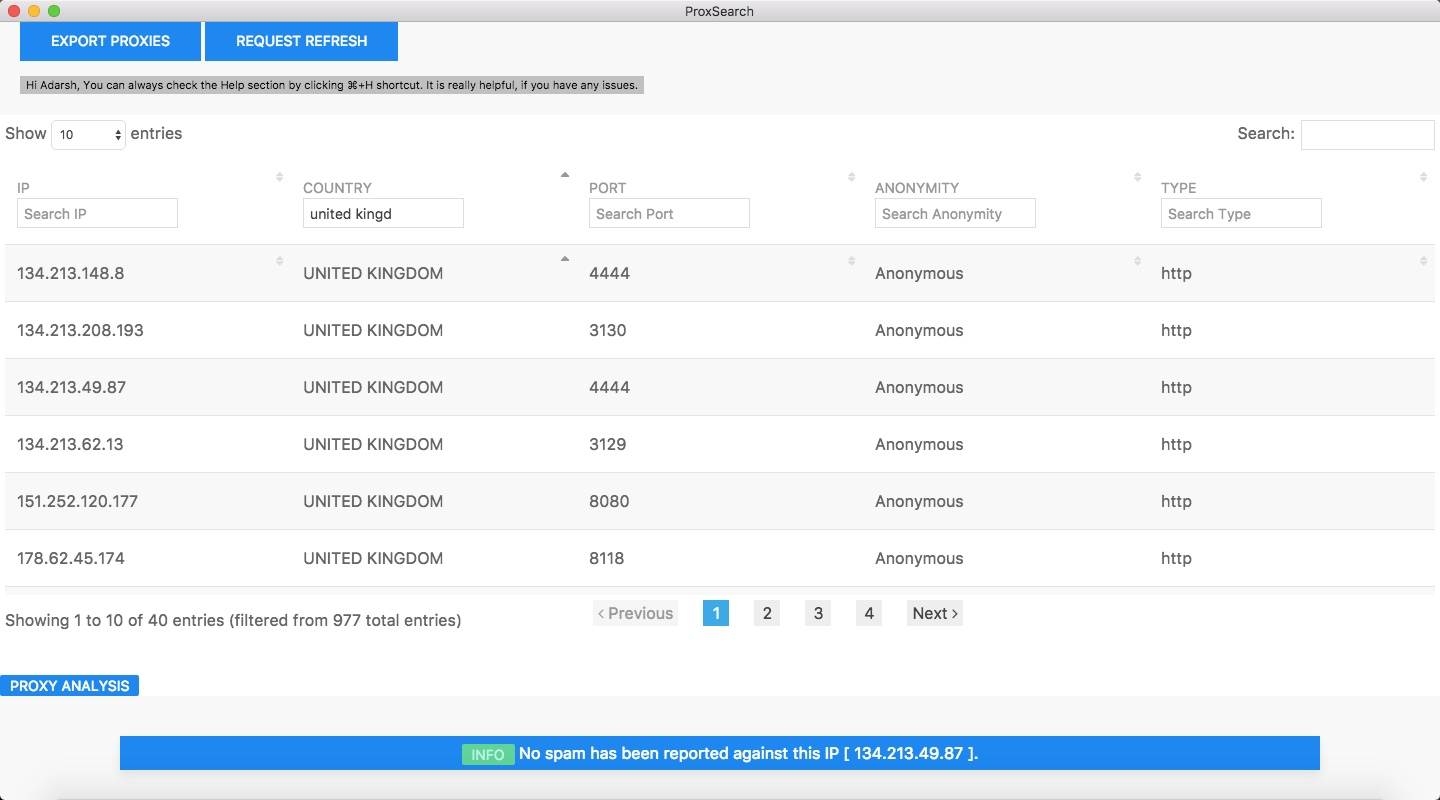
پروکسی اسکرپر / Proxy scraper

لیست پروکسی لیستی  باز از سرورهای پروکسی HTTP / HTTPS / ساکس است که همه در یک وب سایت هستند. پراکسی ها به کاربران این امکان را میدهند که ارتباطات شبکه ای غیر مستقیم با سایر سرویس های شبکه های کامپیوتری برقرار کنند.   [۱] فهرست‌های پروکسی شامل آدرس‌های IP کامپیوتر هایی هستند که میزبان سرورهای پروکسی باز هستند، این به این معنی استک ه این سرورهای پروکسی برای همه در اینترنت قابل دسترس هستند. فهرست های پروکسی معمولا بر اساس پروتکل های مختلف پروکسی که سرور ها استفاده می کنند، مرتب و سازمان دهی می‌شوند می‌شوند. بسیاری از فهرست‌های پروکسی، پروکسی وب را فهرست‌بندی می‌کنند که می‌توان بدون تغییر تنظیمات مرورگر از آنها استفاده کرد.

## سطوح ناشناسی پروکسی
- پروکسی های نخبه - این پروکسی ها فیلدهای درخواست را تغییر نمی دهند و مانند یک مرورگر واقعی به نظر می رسند و IP واقعی شما پنهان است .مدیران سرور معمولاً فریب می‌خورند و باور می‌کنند که شما از پروکسی استفاده نمی‌کنید.
- پروکسی های ناشناس - این پروکسی ها آدرس IP واقعی را نشان نمی دهند، اما، فیلدهای درخواست را تغییر می دهند، بنابراین تشخیص این که یک پروکسی در حال استفاده است با استفاده از تحلیل log ها آسان می باشد. شما هنوز ناشناس هستید، اما برخی از مدیران سرور ممکن است درخواست های پروکسی را محدود کنند.
- پروکسی های شفاف - (غیر ناشناس، صرفا HTTP) - اینها فیلدهای درخواست را تغییر می دهند و IP واقعی را منتقل می کنند.این نوع پروکسی ها برای استفاده ی  امنیتی یا حریم خصوصی در حین استفاده از وب مناسب نیستند و فقط باید برای بهبود سرعت شبکه استفاده شوند.

ساکس یک پروتکل است که جلسات TCP را از طریق firewall hostمنتقل می کند تا به کاربران برنامه اجازه دسترسی شفاف به Firewall را بدهد. [۱] از آنجایی که پروتکل مستقل از پروتکل های برنامه ها است، می توان از آن برای بسیاری از سرویس های مختلف مانند telnet، FTP، finger، whois، gopher، WWW و غیره استفاده کرد. کنترل دسترسی را می توان در ابتدای هر جلسه TCP اعمال کرد. در نتیجه سرور فقط داده ها را بین client و سرور برنامه منتقل می‌کند و این باعث می‌شود سیستم از کم ترین منابع پردازشی استفاده کند.از آنجایی که SOCKS هیچگاه نیازی به دانستن اطلاعاتی در مورد پروتکل برنامه ندارد، باید برای آن راحت باشد که از برنامه هایی که از رمزگذاری برای محافظت از ترافیک خود در برابر جاسوسان کنجکاو استفاده می کنند پشتیبانی کند.هیچ اطلاعاتی در مورد مشتری به سرور ارسال نمی شود - بنابراین نیازی به آزمایش سطح ناشناسی پراکسی های SOCKS نیست.